# Dihya (ca sĩ)

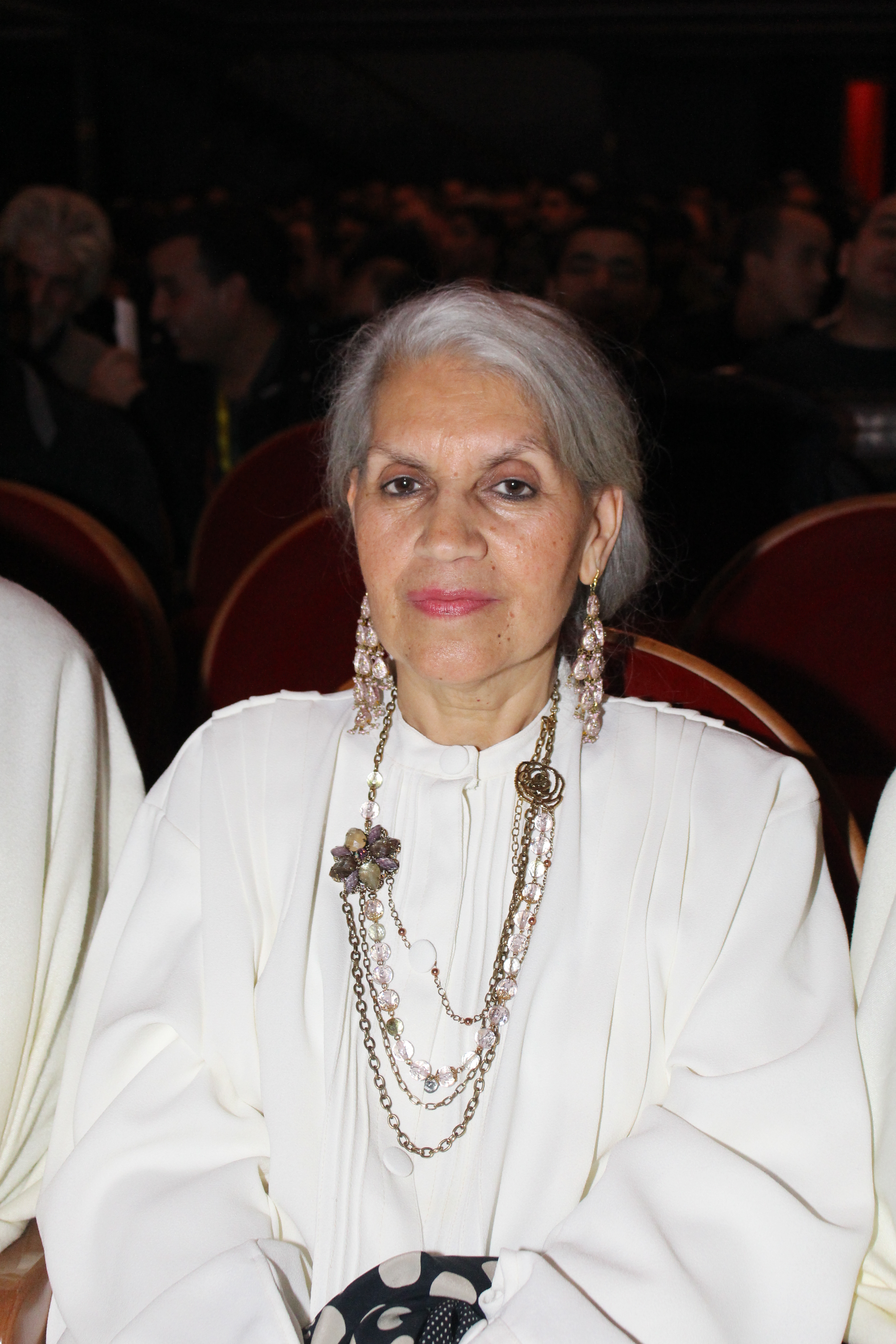
Dihya năm 2014

Dihya (tên thật là Zohra Aïssaoui) là một ca sĩ người Algeria của âm nhạc Chaoui. Dihya sinh năm 1950, làng Taghit gần Tighanimine đến Amar Aïssaoui Taghit và Ourida Meghamri của T'kout. Bà chuyển đến Pháp năm 1958 khi 8 tuổi.

## Danh sách đĩa hát
- Eker d! Eker d! (1981)
- Usin d! Usin d! (1982)
- Dzaïr essa (2005)